# Cordon
 Cordon  es una población y comuna francesa, en la región de Ródano-Alpes, departamento de Alta Saboya, en el distrito de Bonneville y cantón de Sallanches.
Aunque no forma parte de ninguna intercomunalidad, está adherida al sindicato SIVOM Pays du Mont-Blanc.

## Geografía
Cordon es conocido como el «balcón del Mont-Blanc» debido a la vista panorámica que posee del macizo del Mont-Blanc. La localidad se encuentra a 4 km por carretera de Sallanches. La cima conocida como Tête Noire, en la cadena de los Aravis, domina la localidad.

## Demografía
| 542 | 745 | 758 | 847 | 950 | 992 | 726 | 705 | 699 | 679 | 693 | 699 | 704 | 702 | 708 | 686 | 685 | 700 | 591 | 569 | 554 | 571 | 527 | 490 | 510 | 581 | 629 | 701 | 766 | 881 | 983 |
| Para los censos de 1962 a 1999 la población legal corresponde a la población sin duplicidades (Fuente: INSEE [Consultar]) |     |     |     |     |     |     |     |     |     |     |     |     |     |     |     |     |     |     |     |     |     |     |     |     |     |     |     |     |     |     |

## Fiestas
- Fiestas patronales: 15 de agosto.
- Fiesta del pan: último fin de semana de agosto.